# Lucio Manlio Vulsone Longo
Lucio Manlio Vulsone Longo (in latino Lucius Manlius Vulso Longus; fl. 256 a.C.–250 a.C.) è stato un console della Repubblica romana che operò in modo notevole nel corso della prima guerra punica.

## Biografia
Durante il suo consolato nel 256 a.C., assieme al collega Marco Atilio Regolo guidò alla vittoria la flotta romana nella battaglia di Capo Ecnomo (l'odierna Licata), dopo la quale le legioni di Roma riuscirono a invadere il territorio cartaginese in Africa.
Dopo le prime vittorie negli scontri seguiti alla presa di Aspide e con la caduta di Cartagine vista come probabile, Roma ordinò che un console rimanesse in Africa e un altro tornasse con la flotta. Tornò Vulsone Longo con la maggior parte delle navi, il bottino e la grande massa dei prigionieri e schiavi (circa 20.000) e celebrò il trionfo per la vittoria nella battaglia navale di Capo Ecnomo. Marco Atilio Regolo rimase in Africa con quaranta navi, quindicimila fanti e cinquecento cavalieri.
Vulsone Longo fu nuovamente console nel 250 a.C. avendo come collega Gaio Atilio Regolo figlio del collega che aveva lasciato in Africa. In veste di console guidò la prima fase dell'assedio di Lilibeo ma con risultati poco incisivi. Dopo un primo promettente inizio con la conquista e distruzione di sette torri, la reazione dei cartaginesi guidati da Annibale (figlio di quell'Amilcare che da Vulsone Longo era stato sconfitto a Capo Ecnomo, fece rallentare e fermare le forze romane che furono dirottate verso la sede del comando cartaginese a Trapani.